# Leandra divaricata
Leandra divaricata là một loài thực vật có hoa trong họ Mua. Loài này được (Naudin) Cogn. mô tả khoa học đầu tiên năm 1886.